# Джеймс Саут
Сер Джеймс Саут (англ. James South жовтень 1785 — 19 жовтня 1867) — британський астроном, член Лондонського королівського товариства (1821), іноземний почесний член Петербурзької академії наук (1832).
Входив до числа організаторів Королівського астрономічного товариства в Лондоні і був його президентом від 1829 до 1831 року.

## Досягнення
Спільно з Джоном Гершелем 1824 року підготував каталог 380 подвійних зір. Згодом Саут відкрив ще 458 подвійних зір.
Від 1826 року Джеймс Саут планував встановити у новій обсерваторії в гірській місцевості на екваторі телескоп (ахроматичний рефрактор), який мав стати найбільшим у світі телескопом. Саут придбав у французького оптика Р.-А. Кошуа для майбутнього телескопа 12-дюймовий об'єктив (насправді діаметр лінзи становив 11,8 дюйма) вартістю близько 1000 фунтів. Телескоп для цього об'єктива виготовили, але приблизно 1838 року демонтували. Наступний за величиною рефрактор, з об'єктивом діаметром 13,3 дюйма, також виготовлений Кошуа, встановлено в 1830-х роках у Маркрійській обсерваторії (Ірландія).
На замовлення Саута телескоп з 12-дюймовим об'єктивом, призначений для встановлення на екваторіальній горі, виготовив відомий британський виробник оптичних приладів Едвард Травтон, але Саут вважав виготовлений ним телескоп дефектним і відмовився оплачувати замовлення. Травтон подав до суду на Саута і виграв процес, після чого Саут демонтував телескоп, зберігши лише 12-дюймовий об'єктив, придбаний окремо, і 1862 року подарував його Дансінкській обсерваторії (Ірландія). У Дансінкській обсерваторії цей об'єктив встановили на побудований Томасом Граббом телескоп, використовуваний обсерваторією донині.
Після смерті астронома Стівена Грумбриджа Джеймс Саут був власником меридіанного круга Грумбриджа, виготовленого Траутоном 1806 року.
1826 року Саута нагороджено медаллю Коплі і золотою медаллю Королівського астрономічного товариства. Посвячений у лицарі 1831 року. На його честь названо кратер на Марсі і кратер на Місяці.